# Crepis pygmaea
Crepis pygmaea là một loài thực vật có hoa trong họ Cúc. Loài này được L. mô tả khoa học đầu tiên năm 1753.